# Aspirino y Colodión
Aspirino y Colodión es una serie de historietas creada por el autor español Alfons Figueras en 1966 para las revistas humorísticas de Editorial Bruguera.
El autor había decidido titular la serie Los extraños inventos del profesor Pastillofsky, pero el nombre fue cambiado por Bruguera por considerarlo poco comercial.
La serie está protagonizada por dos personajes: Aspirino, bajo, calvo, de edad avanzada, con una poblada barba blanca; y Colodión, alto y de semblante bobalicón. Ambos visten bata blanca con una enorme corbata negra. Los dos son inventores, y las historias giran casi siempre en torno a alguno de sus inventos. Mientras que Aspirino representa el sentido común, Colodión actúa como un loco; contra lo que podría esperarse, es Colodión el que suele tener éxito con sus inventos. 
Otro personaje relevante de la serie es el sargento Adolfo, quien, solo o acompañado de otros gendarmes, trata de mantener el orden, defendiendo a Aspirino de los desmanes de Colodión. El sargento Adolfo lleva un uniforme anacrónico, en parte similar al de los policías norteamericanos de los cómics de comienzos del siglo XX.
El espacio en que transcurre la acción no tiene localización precisa: las historias suelen ocurrir al aire libre, en mitad del campo. El lenguaje que utilizan los personajes es característicamente anacrónico, lo que contribuye a destacar el carácter ficcional de la serie.
El humorismo de la serie recuerda al de otro famoso triángulo cómico de la historieta: el de los personajes de Krazy Kat de George Herriman.